# La Neuville-lès-Dorengt
La Neuville-lès-Dorengt – miejscowość i gmina we Francji, w regionie Hauts-de-France, w departamencie Aisne.
Według danych na rok 1990 gminę zamieszkiwało 359 osób, a gęstość zaludnienia wynosiła 33 osoby/km² (wśród 2293 gmin Pikardii La Neuville-lès-Dorengt plasuje się na 643. miejscu pod względem liczby ludności, natomiast pod względem powierzchni na miejscu 392.).